# 臺中市北屯區區長
北屯區區長是臺中市北屯區的行政首長，也是北屯區公所的領導者。此表列出北屯區成立以來的歷任首長，現任北屯區區長為陳宗祈。

## 日治時期
從日治時期1896年的民政支部到1920年的台中廳，北屯一直分屬轄下的拺東下堡三十張犁區及拺東上堡四張犁區。

### 四張犁區與三十張犁區長
三十張犁區長
- 賴汲修（賴家心田五美派）：1897年－1916年
- 賴克讚（賴汲修長子）：1916年－1926年（1920年兩區合併為北屯庄）

四張犁區長
- 張安欄[4]
- 林成[5]

### 北屯長
日治時期1920年－1945年，隸屬台中州大屯郡北屯庄。
- 賴克讚：1920年－1926年（原三十張犁區區長）
- 日吉安政：1926年－1934年
- 林傳旺：1934年－1945年

## 民國時期

### 北屯鄉長
中華民國1945年－1947年，隸屬臺中縣大屯區北屯鄉。

### 北屯區長
中華民國1947年－2010年，隸屬臺中市北屯區。
| 區長姓名 | 區長任期                      | 備註 |
| -------- | ----------------------------- | --- |
| 賴天生   | 1946年1月－1947年3月          | 原臺中縣北屯鄉鄉長 1947年2月5日併入臺中市                                                                       |
| 林拔新   | 1947年2月－1948年10月         | |
| 賴煥章   | 1948年10月－1950年8月         | 賴家心田五美派，1950年8月1日當選臺中市第一屆市議員                                                              |
| 林阿堂   | 1950年8月－1951年3月          | |
| 賴眼前   | 1951年3月－1957年5月          | 賴家心田五美派，臺中市第一、二屆民選區長 後當選臺中市第四、五、六、七屆市議員，1968年就任第七屆臺中市議會副議長 |
| 江德謨   | 1957年5月－1961年11月         | |
| 賴永添   | 1961年11月－1966年6月         | |
| 賴汝洲   | 1966年6月－1970年6月          | |
| 游文炎   | 1970年6月－1970年9月          | |
| 林進義   | 1970年9月－1982年9月          | |
| 林朝輝   | 1982年9月－1986年3月          | |
| 賴清池   | 1986年3月－1996年4月          | 4月25日因公去世                                                                                                 |
| 林正守   | 1996年4月－1997年11月         | 1996年4月23日－同年6月5日代理                                                                                   |
| 羅文遠   | 1997年11月－1998年8月         | |
| 蔡武雄   | 1998年8月－2000年1月          | |
| 陳裕益   | 2000年1月－2004年9月          | |
| 黃晴曉   | 2004年9月－2007年4月          | |
| 吳世瑋   | 2007年4月－2008年8月          | 第一次派任 |
| 葉德剛   | 2008年8月－2009年3月          | |
| 吳世瑋   | 2009年3月－2012年2月6日       | 第二次派任 |
| 陳常昇   | 2012年2月6日－2015年2月5日    | |
| 林啟正   | 2015年2月6日－2018年12月25日  | |
| 李印欽   | 2018年12月25日－2020年7月16日 | |
| 歐陽明   | 2020年8月12日－2024年2月15日  | |
| 白峨嵋   | 2024年4月1日－2024年7月12日   | 因酒駕調任臺中市政府運動局專門委員                                                                              |
| 徐宏銘   | 2024年－2025年1月16日         | 代理 |
| 陳宗祈   | 2025年1月16日－現任           | |